# باشگاه فوتبال سنت میرن
باشگاه فوتبال سنت میرن (انگلیسی: St. Mirren F.C.) یک باشگاه فوتبال در کشور اسکاتلند است.
این باشگاه که در شهر پیزلی قرار دارد در سال ۱۸۷۷ میلادی تأسیس شده و سابقه ۳ قهرمانی در جام حذفی فوتبال اسکاتلند را دارد.